# Рагби клуб Ојонакс
Ојонакс (енгл. Union sportive Oyonnax Rugby) је француски рагби јунион клуб из града Ојонакс који се такмичи у Топ 14.  Боје Ојонакса су црвена и црна.
Први тим
Силвере Тиан
Винсент Мартин
Фету Ваиниколо
Емон Шеридан
Ники Робинсон
Пири Вепу
Фабијен Цибреј
Педри Ваненбург
Вилијами Мафу
Валентин Урсаче
Оливиер Мисоуп
Пјерик Гунтер
Џо Туинеау
Џорџ Робсон
Фабрис Мец
Лукас Рапант
Хоратиу Пунгеа
Џоди Џенекер
Жереми Мауроуард
Флориан Деноз
Ува Таволо
Марк Клерк